# 2019년 아프리카 네이션스컵 선수 명단
다음은 2019년 아프리카 네이션스컵에 참가한 선수들의 명단이다.